# Victor Skoglund
Victor Robert Skoglund, född den 8 april 1990, är en svensk före detta fotbollsmålvakt som åren 2008–2010 var reservmålvakt i Örgryte IS. Han spelade blott en enda seriematch för klubben, då han blev inbytt mot Assyriska FF hösten 2010. Efter åren i Örgryte återvände han till moderklubben Älvsborgs FF i division 4B. Han tycks därefter ha slutat med fotboll, men spelade en match för IF Mölndal Fotboll 2016 och 19 matcher för Göteborgs FF 2017, även dessa i division 4B.